# Brendan Haywood
Brendan Haywood (Nova Iorque, 27 de novembro de 1979) é um ex-jogador norte-americano de basquete profissional que atuou na  National Basketball Association (NBA). Foi o número 20 do Draft de 2001.

## Estatísticas

### Temporada regular
| Ano     | Equipe     | PJ  | PT  | MPP  | %TC  | %3P  | %TL  | RPP  | APP | ROB | TPP | PPP  |
| ------- | ---------- | --- | --- | ---- | ---- | ---- | ---- | ---- | --- | --- | --- | ---- |
| 2001-02 | Washington | 62  | 2   | 20.4 | .493 | .000 | .606 | 5.2  | .5  | .3  | 1.5 | 5.1  |
| 2002-03 | Washington | 81  | 69  | 23.8 | .510 | .000 | .633 | 5.0  | .4  | .4  | 1.5 | 6.2  |
| 2003-04 | Washington | 77  | 59  | 19.3 | .515 | .000 | .585 | 5.0  | .6  | .4  | 1.3 | 7.0  |
| 2004-05 | Washington | 68  | 68  | 27.4 | .560 | .000 | .609 | 6.8  | .8  | .8  | 1.7 | 9.4  |
| 2005-06 | Washington | 79  | 70  | 23.8 | .514 | .000 | .585 | 5.9  | .6  | .4  | 1.3 | 7.3  |
| 2006-07 | Washington | 77  | 49  | 22.6 | .558 | .000 | .548 | 6.2  | .6  | .4  | 1.1 | 6.6  |
| 2007-08 | Washington | 80  | 80  | 27.9 | .528 | .000 | .735 | 7.2  | .9  | .4  | 1.7 | 10.6 |
| 2008-09 | Washington | 6   | 5   | 29.2 | .480 | .000 | .476 | 7.3  | 1.3 | .7  | 2.5 | 9.7  |
| 2009-10 | Washington | 49  | 48  | 32.9 | .561 | .000 | .646 | 10.3 | .4  | .4  | 2.1 | 9.8  |
| 2009-10 | Dallas     | 28  | 19  | 26.5 | .564 | .000 | .575 | 7.4  | .9  | .3  | 2.0 | 8.1  |
| 2010-11 | Dallas     | 72  | 8   | 18.5 | .574 | .000 | .362 | 5.2  | .3  | .2  | 1.0 | 4.4  |
| 2011-12 | Dallas     | 54  | 54  | 21.2 | .518 | .000 | .469 | 6.0  | .4  | .4  | 1.0 | 5.2  |
| 2012-13 | Charlotte  | 61  | 17  | 19.0 | .431 | .000 | .455 | 4.8  | .5  | .3  | .8  | 3.5  |
| 2014-15 | Cleveland  | 22  | 1   | 5.4  | .467 | .000 | .538 | 1.3  | .1  | .1  | .5  | 1.6  |
| Total   | Total      | 816 | 549 | 22.9 | .528 | .000 | .587 | 6.0  | .5  | .4  | 1.4 | 6.8  |

### Playoffs
| Ano   | Equipe     | PJ | PT | MPP  | %TC  | %3P  | %TL  | RPP | APP | ROB | TPP | PPP  |
| ----- | ---------- | -- | -- | ---- | ---- | ---- | ---- | --- | --- | --- | --- | ---- |
| 2005  | Washington | 10 | 10 | 29.6 | .542 | .000 | .636 | 7.6 | 1.0 | 1.4 | 2.0 | 10.6 |
| 2006  | Washington | 6  | 6  | 25.8 | .682 | .000 | .520 | 3.2 | .8  | .3  | 1.8 | 7.2  |
| 2007  | Washington | 3  | 0  | 11.3 | .714 | .000 | .750 | 1.7 | .3  | .3  | .0  | 4.3  |
| 2008  | Washington | 6  | 6  | 29.7 | .591 | .000 | .800 | 6.7 | .8  | .7  | 1.5 | 12.0 |
| 2010  | Dallas     | 6  | 2  | 23.2 | .571 | .000 | .600 | 6.2 | .5  | 1.2 | 1.7 | 6.0  |
| 2011  | Dallas     | 18 | 0  | 15.3 | .581 | .000 | .465 | 4.1 | .2  | .1  | 1.0 | 3.1  |
| 2012  | Dallas     | 4  | 4  | 15.3 | .286 | .000 | .625 | 3.3 | .3  | .2  | .5  | 3.3  |
| Total | Total      | 53 | 28 | 21.4 | .564 | .000 | .598 | 5.0 | .5  | .6  | 1.3 | 6.4  |